# Гюнтер Краузе
Гюнтер Краузе (нім. Günther Krause; 25 січня 1890, Вільгельмсгафен — 12 жовтня 1983, Бад-Зегеберг) — німецький військово-морський діяч, віце-адмірал крігсмаріне. Кавалер Німецького хреста в сріблі.

## Біографія
1 квітня 1909 року вступив на флот. Пройшов підготовку на важкому крейсері «Вікторія Луїза» і у військово-морському училищі. У 1911-14 роках знаходився в плаванні до берегів Китаю. Учасник Першої світової війни. Служив на лінійному кораблі «Бранденбург», 6 березня 1915 року переведений у підводний флот; командував підводними човнами UB-41 (21 березня — 13 вересня 1917), UB-76 (23 вересня — 9 жовтня 1917) і UB-83 (15 жовтня 1917 — 9 червня 1918). Всього за час бойових дій потопив 9 суден загальною водотоннажністю 9 021 брт і пошкодив 1 судно (6 970 брт).
| Дата            | Назва корабля        | Тип        | Тоннаж, брт | Країна             |
| --------------- | -------------------- | ---------- | ----------- | ------------------ |
| 19 квітня 1917  | Ellida               | Пароплав   | 1,124       | Норвегія           |
| 22 травня 1917  | Lanthorn             | Пароплав   | 2,299       | Британська імперія |
| 23 травня 1917  | Monarch              | Пароплав   | 1,318       | Норвегія           |
| 12 червня 1917  | Alwyn                | Вітрильник | 73          | Британська імперія |
| 13 червня 1917  | Silverburn           | Пароплав   | 284         | Британська імперія |
| 14 червня 1917  | Angantyr             | Пароплав   | 1,359       | Данія              |
| 6 серпня 1917   | Talisman             | Пароплав   | 153         | Британська імперія |
| 8 вересня 1917  | Harrow               | Пароплав   | 1,777       | Британська імперія |
| 23 березня 1918 | Aulton               | Пароплав   | 634         | Британська імперія |
| 23 березня 1918 | Meline (пошкоджений) | Танкер     | 6,970       | Британська імперія |

Після закінчення війни залишений на флоті; командував міноносцями V-2 (29 листопада 1918 — 31 березня 1919), Т-185 (13 вересня 1920 — 31 жовтня 1921), тральщиком М-37 (1 квітня — 10 жовтня 1919). З 15 жовтня 1925 року — навігаційний офіцер на крейсері «Гамбург». 1 липня 1927 року переведений в Морське керівництво, а 26 вересня 1929 року — на військово-морські верфі у Вільгельмсгафені. З 26 вересня 1929 року — 1-й офіцер лінійного корабля «Гессен». 3 жовтня 1933 року переведений у Штеттін керівником місцевого морського управління. З 7 жовтня 1935 року — командир лінійного корабля «Шлезвіг-Гольштейн». 7 травня 1937 року поставлений на чолі інспекції морських артилерійських озброєнь. З 16 квітня 1943 року — обер-верф-директор військових верфей Гортена. У вересні- жовтні 1943 року тимчасово виконував обов'язки командувача береговими укріпленнями на Полярному узбережжі. 31 березня 1945 року вийшов у відставку.

## Звання
- Кадет (1 квітня 1909)
- Фенріх-цур-зее (12 квітня 1910)
- Лейтенант-цур-зее (19 вересня 1912)
- Оберлейтенант-цур-зее (2 травня 1915)
- Капітан-лейтенант (21 січня 1920)
- Корветтен-капітан (1 квітня 1928)
- Фрегаттен-капітан (1 липня 1933)
- Капітан-цур-зее (1 квітня 1935)
- Контр-адмірал (1 серпня 1939)
- Віце-адмірал (1 лютого 1942)

## Нагороди
- Залізний хрест
  - 2-го класу (29 січня 1916)
  - 1-го класу (28 квітня 1916)

- Нагрудний знак підводника (1918)
- Почесний хрест ветерана війни з мечами
- Медаль «За вислугу років у Вермахті» 4-го, 3-го, 2-го і 1-го класу (25 років; 2 жовтня 1936) — отримав 4 нагороди одночасно.
- Хрест Воєнних заслуг
  - 2-го класу з мечами (21 листопада 1940)
  - 1-го класу з мечами
- Застібка до Залізного хреста 2-го класу (20 листопада 1943)
- Німецький хрест в сріблі (18 березня 1945)